# Гольмар, Жером
Жером Гольмар (фр. Jérôme Golmard; 9 сентября 1973, Дижон, Франция — 31 июля 2017) — французский теннисист, двукратный победитель и двукратный финалист турниров ATP в одиночном разряде, финалист одного турнира ATP в парном разряде.

## Биография
Первые шаги в теннисе Жером Гольмар делал в возрасте шести лет, играя «в стенку» в теннисном клубе под руководством своих родителей. С 20-летнего возраста стал принимать участие в соревнованиях теннисистов-профессионалов. В одиночном разряде Гольмар выиграл ряд турниров из серии ATP Challenger Tour — один в 1994 году, два в 1995 году, один в 1996 году и два в 1998 году (впоследствии также победил на одном «челленджере» в 2003 году). В парном разряде, выступая вместе с Николя Эскюде, победил на одном «челленджере» в 1997 году.
За свою карьеру Жером Гольмар выиграл два турнира ATP в одиночном разряде, и ещё в двух турнирах он выходил в финал. Первую победу Гольмар одержал в 1999 году на турнире в Дубае, обыграв в финале Николаса Кифера из Германии со счётом 6-4, 6-2. На пути к финалу французский теннисист одержал победы над такими игроками, как Тим Хенман и Карол Кучера. По словам самого́ Гольмара, успех пришёл к нему, поскольку «он играл каждый матч, как финальный». Вторую победу Гольмар одержал в 2000 году на турнире в Ченнаи (Индия), обыграв в финале теннисиста из Германии Маркуса Ханчка со счётом 6-3, 6-76, 6-3.
В активе Гольмара был ряд побед над теннисистами, входившими на время встреч с ними в первую десятку мирового тенниса, в том числе над первым номером Андре Агасси, которого француз победил на турнире в Торонто в 2000 году со счётом 7-64, 7-66. Наивысшая одиночная позиция Гольмара в мировом рейтинге теннисистов-профессионалов — 22-я (в 1999 году). В течение 14 недель у Гольмара был самый высокий рейтинг среди теннисистов Франции. В парном разряде на турнирах ATP Гольмар не побеждал, но один раз выходил в финал. За свою карьеру он заработал в качестве призовых 2 215 784 долларов США.
В 1995, 1998, 1999 и 2000 годах Жером Гольмар участвовал в шести матчах сборной команды Франции в Кубке Дэвиса — против Марокко (1995), Израиля и Финляндии (1998), Нидерландов (1999), Австрии и Бразилии (2000). Гольмар победил в четырёх одиночных встречах из шести, а также в единственной парной встрече.
На протяжении бо́льшей части теннисной карьеры резиденцией Гольмара был город Бока-Ратон в штате Флорида (США).
В январе 2014 года стало известно о том, что Жером Гольмар страдает боковым амиотрофическим склерозом. По словам Гольмара, врачи сказали ему, что он сможет прожить от одного года до трёх лет. Под своим именем Гольмар основал фонд, Association Jérôme Golmard, задачей которого было изучение этой болезни, а также помощь больным и их близким. Жером Гольмар скончался 31 июля 2017 года.

## Рейтинг на конец года
| Год               | 1993 | 1994  | 1995  | 1996 | 1997 | 1998 | 1999 | 2000 | 2001 | 2002  | 2003 | 2004  | 2005 |
| Одиночный рейтинг | 838  | ▲434  | ▲ 208 | ▲88  | ▼143 | ▲115 | ▲35  | ▼42  | ▼50  | ▼99   | ▼309 | ▲211  | ▼769 |
| Парный рейтинг    | 378  | ▼ 459 | ▲443  | ▲236 | ▼261 | ▲218 | ▼484 | ▲221 | ▼723 | ▼1317 | ▲690 | ▼1323 | ▲651 |

По данным официального сайта ATP на последнюю неделю года.

## Финалы турниров ATP
| Легенда                      |
| Турниры Большого шлема (0—0) |
| Кубок Мастерс (0—0)          |
| Серия ATP Мастерс (0—0)      |
| Прочие турниры ATP (2—0)     |

### Одиночный разряд: 4 финала (2 победы — 2 поражения)
| Результат | №  | Дата            | Турнир | Покрытие | Соперник      | Счёт           |
| Победа    | 1. | 15 февраля 1999 | Дубай  | Хард     | Николас Кифер | 6-4, 6-2       |
| Победа    | 2. | 10 января 2000  | Ченнаи | Хард     | Маркус Ханчк  | 6-3, 6-76, 6-3 |
| Поражение | 1. | 2 июля 2001     | Умаг   | Грунт    | Карлос Мойя   | 4-6, 6-3, 6-72 |
| Поражение | 2. | 12 января 2002  | Окленд | Хард     | Грег Руседски | 7-60, 4-6, 5-7 |

### Парный разряд: 1 финал (1 поражение)
| Результат | №  | Дата         | Турнир | Покрытие | Партнёр          | Соперники             | Счёт          |
| Поражение | 1. | 10 июля 2000 | Гштад  | Грунт    | Михаэль Кольманн | Иржи Новак Давид Рикл | 6-3, 3-6, 4-6 |